# Domremy-Landéville
Domremy-Landéville ist eine französische Gemeinde mit 75 Einwohnern (Stand: 1. Januar 2022) im Département Haute-Marne in der Region Grand Est (bis 2015 Champagne-Ardenne). Die Gemeinde gehört zum Arrondissement Saint-Dizier und zum 2016 gegründeten Gemeindeverband Meuse Rognon.

## Geografie
Die Gemeinde Domremy-Landéville liegt zwischen den Landschaften Bassigny im Südosten und Barrois im Westen, nördlich des Plateaus von Langres, etwa 36 Kilometer nördlich von Chaumont. Das große, 18,64 km² umfassende Gemeindegebiet liegt im sanften Hügelland zwischen den Flusstälern der oberer Marne und der oberen Maas. Im Westen und Süden der Gemeinde herrschen Wälder vor (Bois de Domremy), von der Mitte bis in den Nordosten ist Domremy-Landéville von großflächigen Äckern geprägt. Entwässert wird das Gemeindegebiet von zwei kleinen Flüssen, deren tief eingeschnittene Täler (Combe de Benne und Combe de Presle) parallel nach Westsüdwesten führen. Nach wenigen Kilometern münden die Flüsse in den Rognon. Die Gemeinde besteht aus den beiden Dörfern Domremy im Zentrum und Landéville, zwei Kilometer nordöstlich von Domremy gelegen. Das Dorf Landéville liegt auf einem Hügel auf 355 m über dem Meer. Mit 368 m über dem Meer wird im äußersten Nordosten der höchste Punkt in der Gemeinde erreicht. Umgeben wird Domremy-Landéville von den Nachbargemeinden Annonville im Norden, Épizon im Nordosten und Osten, Doulaincourt-Saucourt im Süden, Vaux-sur-Saint-Urbain im Westen sowie Saint-Urbain-Maconcourt im Nordwesten.

## Geschichte
Die Gemeinde entstand im Jahr 1972 aus der Fusion der bis dahin eigenständigen Gemeinden Landéville und Domremy (1801 noch mit der Schreibweise Domremy-en-Ornois).

## Bevölkerungsentwicklung
| Jahr      | 1962 | 1968 | 1975 | 1982 | 1990 | 1999 | 2010 | 2021 |
| Einwohner | 129  | 125  | 152  | 130  | 99   | 80   | 89   | 75   |

Im Jahr 1836 wurde mit 316 Bewohnern die bisher höchste Einwohnerzahl ermittelt. Die Zahlen basieren auf den Daten von cassini.ehess und INSEE.

## Sehenswürdigkeiten

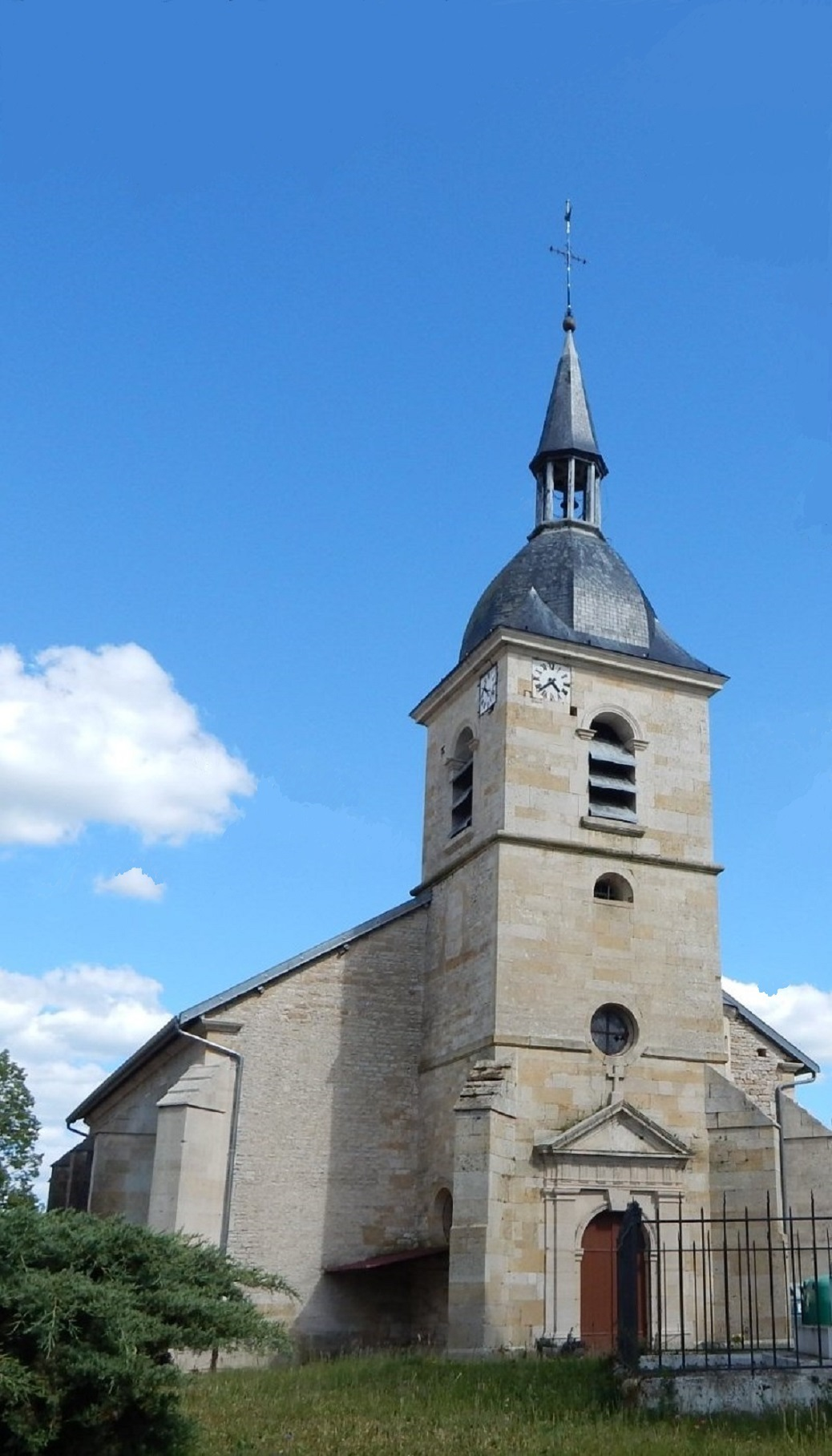
Kirche Saint-Remy

- Kirche Saint-Remy in Domremy
- Kirche Saint-Martin in Landéville
- drei Flurkreuze
- Lavoir in Landéville

## Wirtschaft und Infrastruktur
In der Gemeinde Domremy-Landéville sind sieben Landwirtschaftsbetriebe ansässig (Getreideanbau, Viehzucht).
Domremy-Landéville liegt abseits der überregional wichtigen Verkehrsströme. Die Gemeinde ist durch Straßen mit Saint-Blin, Manois und Orquevaux verbunden. In der 15 Kilometer südwestlich gelegenen Gemeinde Froncles besteht Anschluss an die RN 67 von Saint-Dizier nach Chaumont. In Froncles befindet sich auch der nächste Bahnhof – an der Bahnstrecke Blesme-Haussignémont–Chaumont.

## Belege
1. ↑  Domremy-Landéville, auf cassini.ehess.fr (französisch)
2. ↑  Domremy-Landéville auf cassini.ehess.fr
3. ↑  Domreny-landéville auf insee.fr
4. ↑  Landwirtschaftsbetriebe auf annuaire-mairie.fr (französisch)